# Rezerwat przyrody Ostoja Bobrów Marycha
Ostoja Bobrów Marycha – faunistyczny rezerwat przyrody położony w gminie Krasnopol w województwie podlaskim. Został powołany w 1960 roku na powierzchni 208,51 ha. W 2009 roku został znacznie zmniejszony i jego powierzchnia wynosi obecnie 56,13 ha. Celem ochrony rezerwatu jest ochrona bobrów.
Jest to rezerwat:
- według głównego przedmiotu ochrony należy do typu rezerwatów faunistycznych (Fn) podtypu ssaków (ss),
- według głównego typu środowiska jest to rezerwat leśny i borowy (EL) podtypu lasów mieszanych nizinnych (lmn).

Obszar rezerwatu podlega ochronie czynnej.

## Walory przyrodnicze, kulturowe i krajobrazowe
Rezerwat stanowi zwarty blok drzewostanów na siedliskach typu: ols jesionowy (OlJ), las mieszany bagienny (LMb), ols (Ol), las mieszany świeży (LMśw), las mieszany wilgotny (LMw), las wilgotny (Lw). Przez środek rezerwatu przepływa rzeka Czarna, którą zasiedliła rodzima populacja bobrów.
Gatunkami panującymi są świerk, sosna, brzoza i olsza, rzadko występuje jesion, lipa, dąb, wiąz i osika. Jakość drzewostanów jest dobra. Z roślin chronionych na terenie rezerwatu występują sporadycznie wawrzynek wilczełyko (Daphne mezereum), orlik pospolity (Aquilegia vulgaris), bluszcz pospolity (Hedera helix), widłak jałowcowaty (Lycopodium annotinum). Z roślin rzadkich występuje przystrumieniowy sadziec konopiasty (Eupatorium cannabinum).